# Port Maitland (Ontario)
Port Maitland est une petite communauté dans la province de l'Ontario, Canada.
Il est situé sur la rive Nord du lac Érié, à l'embouchure de la rivière Grand.
La communauté était autrefois le terminal du lac Érié du canal Welland de la rivière Grand.
Il était autrefois un village de pêcheurs prospère. La population de Port Maitland est d'environ 100 personnes. 